# Скворцовское сельское поселение (Тверская область)
Скворцо́вское се́льское поселе́ние — муниципальное образование в составе Торопецкого района Тверской области.
Центр поселения — деревня Скворцово.
Образовано в 2005 году, включило в себя территории Скворцовского и Пятницкого сельских округов.

## Географические данные
- Нахождение: юго-западная часть Торопецкого района
  - Граничит:
    - на северо-западе — с Кудрявцевским СП
    - на северо-востоке — с Подгородненским СП
    - на востоке — с Речанским СП
    - на юго-востоке — с Западнодвинским районом, Староторопское СП
    - на юго-западе — с Псковской областью, Куньинский район

Основные реки — Черность и Добша — притоки Куньи. Озёра — Слободское, Добшинское и Полибинское.

Поселение пересекает автомагистраль М9 «Балтия» и железная дорога «Бологое—Соблаго—Великие Луки».

## Экономика
На территории поселения действовали совхоз «Скворцовский», колхозы «Путь к Коммунизму» и «Ленинская Искра».

## Население
| 2010 | 2011 | 2012 | 2013 | 2014 | 2015 | 2016 |
| ---- | ---- | ---- | ---- | ---- | ---- | ---- |
| 815  | ↘807 | ↘774 | ↘753 | ↘709 | ↘677 | ↘675 |
| 2017 | 2018 | 2019 | 2020 | 2021 |      |      |
| ↘655 | ↘630 | ↘595 | ↘589 | ↘501 |      |      |

## Населенные пункты
На территории поселения находятся 49 населенных пунктов:
| №  | Населённый пункт | Тип     | Население |
| -- | ---------------- | ------- | --------- |
| 1  | Баранец          | деревня | 0         |
| 2  | Белоглазово      | деревня | 27        |
| 3  | Беляево          | деревня | 5         |
| 4  | Бор              | деревня | 77        |
| 5  | Борисовка        | деревня | 0         |
| 6  | Буй              | деревня | 1         |
| 7  | Воробьи          | деревня | 109       |
| 8  | Воронцово        | деревня | 1         |
| 9  | Высокое          | деревня | 17        |
| 10 | Голаново         | деревня | 1         |
| 11 | Голубево         | деревня | 15        |
| 12 | Городок          | деревня | 0         |
| 13 | Гришино          | деревня | 1         |
| 14 | Гущино           | деревня | 22        |
| 15 | Давыдово         | деревня | 10        |
| 16 | Добшо            | деревня | 67        |
| 17 | Дубровка         | деревня | 0         |
| 18 | Евстигнеенки     | деревня | 10        |
| 19 | Ершово           | деревня | ↘0        |
| 20 | Звонки           | деревня | 8         |
| 21 | Зуево            | деревня | 9         |
| 22 | Ивахново         | деревня | 0         |
| 23 | Казаково         | деревня | 0         |
| 24 | Кленец           | деревня | 21        |
| 25 | Колмаково        | деревня | 0         |
| 26 | Костино          | деревня | 6         |
| 27 | Косыгино         | деревня | 0         |
| 28 | Маковеевское     | деревня | 12        |
| 29 | Мишино           | деревня | 1         |
| 30 | Немково          | деревня | 0         |
| 31 | Никольское       | деревня | 1         |
| 32 | Новая            | деревня | 1         |
| 33 | Орешенки         | деревня | 1         |
| 34 | Пигасеево        | деревня | 0         |
| 35 | Плотично         | деревня | 9         |
| 36 | Покровское       | деревня | 6         |
| 37 | Полибино         | деревня | 6         |
| 38 | Поташово         | деревня | 1         |
| 39 | Пятницкое        | деревня | ↘104      |
| 40 | Селище           | деревня | 10        |
| 41 | Семенцево        | деревня | 0         |
| 42 | Сергеевское      | деревня | 8         |
| 43 | Скворцово        | деревня | ↘211      |
| 44 | Соколихино       | деревня | 1         |
| 45 | Суслово          | деревня | 6         |
| 46 | Тарасовка        | деревня | 0         |
| 47 | Худобино         | деревня | 0         |
| 48 | Царево           | деревня | 11        |
| 49 | Шарапово         | деревня | 7         |

### Бывшие населенные пункты
В 2001 году исключены из учетных данных деревни Михалково и Огороды.
В 1998 году — деревни Починок, Тюшино и кордон Новогришино.
Ранее исчезли деревни: Батово, Васихново, Молодихино,  Власово, Деревягино, Ешуки, Зорьково, Кузнецы, Лучки, Цибули, Щедрино, Щеулово и другие.

## История
В XIX-начале XX века территория поселения относилась к Торопецкому уезду Псковской губернии. После ликвидации губернии в 1927 году территория поселения вошла в состав Ленинградской области в образованный Торопецкий район. В 1929—1935 гг. входила в Западную область, с 1935 года — в Калининскую область. В 1944—1957 гг. относилась к Великолукской области, с 1957 опять к Калининской области.

С 1990 года входит в Тверскую область.

## Достопримечательности
На территории Скорцовского сельского поселения находятся несколько памятников общероссийского культурного наследия. В деревне Баранец расположена деревянная церковь Воскресения, сер. XIX в., в деревне Добшо находится Успенская церковь, 1771 г. Там же находится братская могила советских воинов, павших в боях с фашистами и умерших от ран в госпиталях.